# Kota Tjandi (schip, 1930)
Het SS Kota Tjandi was een Nederlands motorvrachtschip van 7295 ton. Ze werd in 1930 afgewerkt op de scheepswerf van NV Wilton´s Maschinefabriek & Scheepswerf, Rotterdam. De eigenaar was de Koninklijke Rotterdamsche Lloyd NV (W. Ruys & Zonen) te Rotterdam, met aldaar de thuishaven. De Kota Tjandi was 141,58 m lang, 18,44 m breed en had 10,21 m diepgang. Hij had een MAN AG-motor van 2TD 7 cil. (700×1200), met een vermogen van 5200 pk en liep 14,5 knopen (ong. 27 km/h).
De laatste reis ging van Haifa naar Kaapstad en Sekondi-Takoradi (Ghana), waar hij werd ingedeeld in konvooi TS-37 om daarmee naar Freetown (Sierra Leone) te varen. De bemanning bestond uit 77 bemanningsleden en de lading bedroeg uit 5000 ton potas, 1000 ton tin en een algemene vracht. Vanuit Freetown zou de Kota Tjandi, met kapitein K. S. Tendijck als gezagvoerder, doorvaren naar Groot-Brittannië.

## Geschiedenis
De Kota Tjandi ging omstreeks 22.56 uur op 30 april 1943 verloren, toen de U-515 van Werner Henke, twee stern- of hektorpedo’s afvuurde naar het konvooi die op ongeveer 130 zeemijl ten zuidwesten van Freetown opstoomde. Henke noteerde torpedo-inslagen al na 58 en 59 seconden. Het eerste schip werd snel tot zinken gebracht en een ander brak in twee delen nadat onder de commandobrug een torpedo was ingeslagen. Door het invallen van de duisternis kon Henke niet goed waarnemen welk schip het precies was.
Om 22.57 werd een torpedo afgevuurd, die een vrachtschip midscheeps trof na 52 seconden. Een vierde torpedo schoot de U-515 af en trof nog een ander vrachtschip midscheeps na een minuut, die ook ontplofte en zonk. Om 22.59 werd een vijfde torpedo op een schip afgevuurd en raakte na een minuut een vrachtschip, die onmiddellijk daarna wegzonk.
Een zesde torpedo vuurde Henke om 23.01 af op een vrachtschip die na 1 minuut en 30 seconden werd getroffen, maar het zinken zelf kon niet worden opgemerkt door de ingevallen duisternis. Henke noteerde al zijn scheepsslachtoffers op bijna hetzelfde tijdstip. Daarom is het voor elk schip dat hij gekelderd had met dezelfde tijdstreffers genoteerd en, omdat Henke zo snel achter elkaar torpedotreffers had gemaakt.
Werner Henke beweerde dat hij vijf schepen van 31.000 ton en een ander van 6000 brt vermoedelijk tot zinken had gebracht. Nochtans, slechts vier schepen werden getroffen en werden tot zinken gebracht in amper 5 à 6 minuten tijd. Dit waren de Corabella, Bandar Shahpour, Kota Tjandi en Nagina. De derde officier Aarts en vijf bemanningsleden van de Kota Tjandi verloren hierbij het leven. De Kota Tjandi verging in positie 07°15' Noord en 13°49' West. Hierbij waren 71 overlevenden en 6 doden te betreuren.